# Peter Schreier
Peter Schreier (ur. 29 lipca 1935 w Gauernitz k. Miśni, zm. 25 grudnia 2019 w Dreźnie) – niemiecki śpiewak (tenor liryczny) i dyrygent.

## Życiorys
W 1957 ukończył Drezdeńskie Konserwatorium (Hochschule für Musik Carl Maria von Weber Dresden). W 1961 został solistą opery w Dreźnie, a w 1963 opery w Berlinie.
Występował gościnnie m.in. w Operze Wiedeńskiej, mediolańskiej La Scali, Metropolitan Opera w Nowym Jorku, Teatro Colón w Buenos Aires. Ceniony zwłaszcza za kreacje w operach Mozarta – np. w roli Belmonta w Uprowadzeniu z seraju oraz Tamino w Czarodziejskim flecie. Był także wybitnym odtwórcą repertuaru oratoryjnego i pieśniowego.
W latach 80. podjął również działalność dyrygencką.
W 1988 został laureatem prestiżowej duńskiej Nagrody Fundacji Muzycznej Léonie Sonning.

## Odznaczenia
- 1972 – Nagroda Państwowa NRD I Klasy[4]
- 1984 – Złoty Order Zasługi dla Ojczyzny[4]
- 1986 – Nagroda Państwowa NRD I Klasy[4]
- 1989 – Wielka Gwiazda Orderu „Przyjaźń między Narodami”[5]
- 1993 – Krzyż Zasługi I Klasy Orderu Zasługi Republiki Federalnej Niemiec[4]
- 2000 – Komandor Orderu Lwa Finlandii[4]
- 2016 – Order Zasługi Wolnego Kraju Saksonii[6]